# Lijst van voetbalinterlands Andorra - Verenigde Arabische Emiraten
Deze lijst van voetbalinterlands is een overzicht van alle officiële voetbalwedstrijden tussen de nationale teams van Andorra en de Verenigde Arabische Emiraten. De landen hebben tot op heden een keer tegen elkaar gespeeld. Dat was een vriendschappelijke wedstrijd op 18 augustus 2018 in Grödig (Oostenrijk).

## Wedstrijden
| № | Plaats | Datum            | Competitie        | Wedstrijd                              | Uitslag |
| - | ------ | ---------------- | ----------------- | -------------------------------------- | ------- |
| 1 | Grödig | 18 augustus 2018 | Vriendschappelijk | Andorra – Verenigde Arabische Emiraten | 0 – 0   |

## Samenvatting
| Competitie        | Totaal gespeeld | Winst Andorra | Gelijk | Winst V.A.E. | Doelsaldo Andorra – V.A.E. |
| ----------------- | --------------- | ------------- | ------ | ------------ | -------------------------- |
| Vriendschappelijk | 1               | 0             | 1      | 0            | 0 − 0                      |
| Totaal            | 1               | 0             | 1      | 0            | 0 − 0                      |

Wedstrijden bepaald door strafschoppen worden, in lijn met de FIFA, als een gelijkspel gerekend.
FAF · A-internationals · Statistieken · Bondscoaches · Andorrees vrouwenelftal · Andorra U21 · Andorra U20 · Andorra U19 · Andorra U18 · Andorra U17 · Andorra U16
1990 – 1999 · 2000 – 2009 · 2010 – 2019 · 2020 − 2029
1996 · 1997 · 1998 · 1999 · 2000 · 2001 · 2002 · 2003 · 2004 · 2005 · 2006 · 2007 · 2008 · 2009 · 2010 · 2011 · 2012 · 2013 · 2014 · 2015 · 2016 · 2017 · 2018 · 2019 · 2020 · 2021 · 2022 · 2023 · 2024
Albanië ·
Armenië ·
Azerbeidzjan ·
België ·
Bolivia ·
Bosnië en Herzegovina ·
Brazilië ·
Bulgarije ·
China ·
Cyprus ·
Engeland ·
Equatoriaal-Guinea ·
Estland ·
Faeröer ·
Finland ·
Frankrijk ·
Gabon ·
Georgië ·
Gibraltar ·
Grenada ·
Hongarije ·
Ierland ·
IJsland ·
Indonesië ·
Israël ·
Kaapverdië ·
Kazachstan ·
Kosovo ·
Kroatië ·
Letland ·
Liechtenstein ·
Litouwen ·
Malta ·
Moldavië ·
Nederland ·
Noord-Ierland ·
Noord-Macedonië ·
Oekraïne ·
Oostenrijk ·
Polen ·
Portugal ·
Qatar ·
Roemenië ·
Rusland ·
Saint Kitts en Nevis ·
San Marino ·
Slowakije ·
Spanje ·
Tsjechië ·
Turkije ·
Verenigde Arabische Emiraten ·
Wales ·
Wit-Rusland ·
Zuid-Afrika ·
Zwitserland
UAEFA · A-internationals · Bondscoaches · Statistieken · Olympisch elftal · Vrouwenelftal van de Verenigde Arabische Emiraten · VA Emiraten U21 · VA Emiraten U19 · VA Emiraten U17
1972 – 1979 ·
1980 – 1989 ·
1990 – 1999 ·
2000 – 2009 ·
2010 – 2019 ·
2020 − 2029
OS 2012
Algerije ·
Andorra ·
Angola ·
Argentinië ·
Armenië ·
Australië ·
Azerbeidzjan ·
Bahrein ·
Bangladesh ·
Benin ·
Bolivia ·
Brazilië ·
Brunei ·
Bulgarije ·
Chili ·
China ·
Colombia ·
Costa Rica ·
Denemarken ·
Dominicaanse Republiek ·
Duitsland ·
Egypte ·
Estland ·
Filipijnen ·
Finland ·
Gabon ·
Gambia ·
Georgië ·
Haïti ·
Honduras ·
Hongarije ·
Hongkong ·
IJsland ·
India ·
Indonesië ·
Irak ·
Iran ·
Japan ·
Jemen ·
Joegoslavië ·
Jordanië ·
Kazachstan ·
Kenia ·
Kirgizië ·
Koeweit ·
Laos ·
Libanon ·
Libië ·
Litouwen ·
Maleisië ·
Malta ·
Marokko ·
Mauritanië ·
Moldavië ·
Myanmar ·
Nepal ·
Nieuw-Zeeland ·
Noord-Korea ·
Noorwegen ·
Oekraïne ·
Oezbekistan ·
Oman ·
Oost-Timor ·
Pakistan ·
Palestina ·
Paraguay ·
Peru ·
Polen ·
Qatar ·
Roemenië ·
Rusland ·
Saoedi-Arabië ·
Senegal ·
Singapore ·
Slovenië ·
Slowakije ·
Soedan ·
Sri Lanka ·
Syrië ·
Tadzjikistan ·
Thailand ·
Togo ·
Trinidad en Tobago ·
Tsjechië ·
Tunesië ·
Turkmenistan ·
Uruguay ·
Venezuela ·
Vietnam ·
Wit-Rusland ·
Zuid-Afrika ·
Zuid-Korea ·
Zweden ·
Zwitserland